# الأنثروبولوجيا القانونية

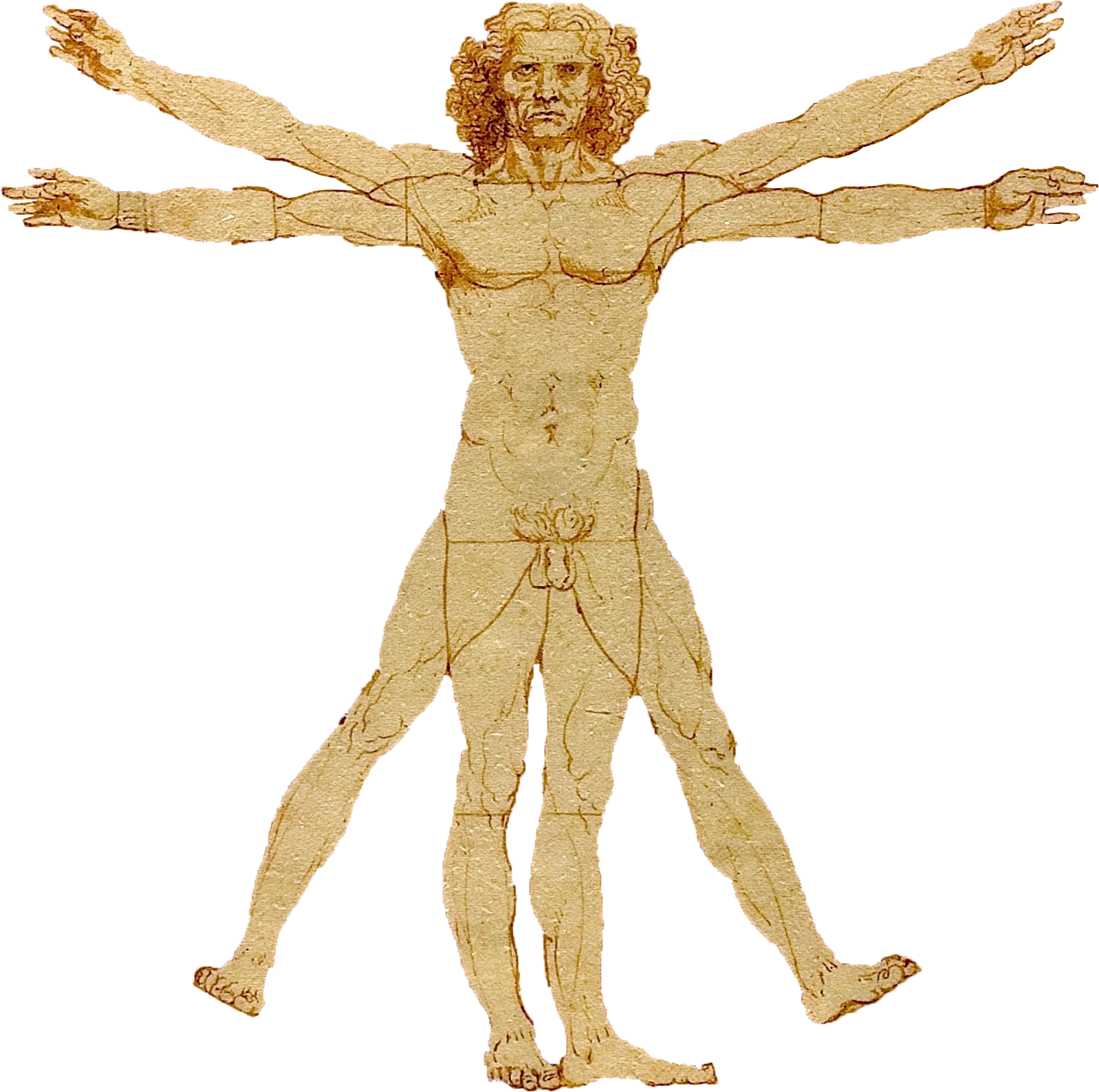

الأنثروبولوجيا القانونية، والمعروفة أيضًا باسم أنثروبولوجيا القوانين، هي مجال فرعي من الأنثروبولوجيا يُعنى «بدراسة التنظيم الاجتماعي بين الحضارات». يسعى علماء الأنثروبولوجيا القانونية إلى الإجابة على العديد من الأسئلة، مثل: كيف يوجد القانون في الحضارات؟ وكيف يتجسد؟ وكيف يمكن لعلماء الأنثروبولوجيا المساهمة في فهم القانون؟
ركزت الأبحاث السابقة حول الأنثروبولوجيا القانونية بصورة خاصة على إدارة الصراعات والجريمة والعقوبات والتنظيم الرسمي. استكشف عمل برونسيلاف مالينوفسكي عام 1926 بعنوان الجريمة والعرف في المجتمع الهمجي مفاهيم القانون والنظام والجريمة والعقاب بين سكان جزيرة تروبرياند. غالبًا ما يُنسب تأسيس دراسة الأنثروبولوجيا القانونية إلى المحامي الإنجليزي السير هنري مين عبر كتابه القانون القديم (1861). احتل المنظور التطوري المستند إلى أساس عرقي مركزًا بارزًا في النقاش الأنثروبولوجي المبكر حول القانون، وهذا ما يتضح في المصطلحات المطبّقة، مثل «ما قبل القانون» أو «القانون الأولي»، عند وصف الحضارات الأصلية. على أي حال، وعلى الرغم من الرفض الحاد تجاه الإطار التطوري الذي طرحه مين في هذا المجال، فقد ساهمت الأسئلة التي أثارها في بلورة النقاشات اللاحقة حول هذا النوع من الدراسات. علاوةً على ذلك، ساعد نشر برونسيلاف مالينوفسكي عمله الجريمة والعرف في المجتمع الهمجي عام 1926، مُستندًا فيه إلى الوقت الذي أمضاه مع سكان جزيرة تروبرياند، في تأسيس ضوابط الأنثروبولوجيا القانونية. اقترح مالينوفسكي دراسة القانون عبر الحضارات من خلال وظائفه المحددة بدلًا من اعتباره كيانًا منفصلًا، مبررًا اقتراحه هذا من خلال الإشارة إلى المجتمعات التي خلت من الزعماء. أدى ذلك إلى اتجاه العديد من الباحثين والإثنوغرافيين إلى دراسة جوانب مثل النظام أو النزاع أو إدارة النزاع أو الجريمة أو العقوبات أو التنظيم الرسمي، بالإضافة إلى إجراء دراسات (غالبًا ما كانت معادية) متمحورة حول القانون، صاحبتها دراسات عن مجتمعات صغيرة النطاق أفضت إلى تفكّر ذاتي حكيم وفهم أفضل للمفهوم التأسيسي للقانون.
سعت البحوث المعاصرة في الأنثروبولوجيا القانونية إلى تطبيق مجالها على القضايا التي يتقاطع فيها موضوعا القانون والحضارة، متضمنةً حقوق الإنسان والتعددية القانونية والإسلاموفوبيا والانتفاضات السياسية.

## ما هو القانون؟
توفّر الأنثروبولوجيا القانونية تعريفًا للقانون يختلف عن ذلك الموجود في النظم القانونية الحديثة. قدّم هويبل (1954) التعريف التالي للقانون: «تكتسي القاعدة الاجتماعية صفة القانونية إذا قُوبل تقصيرها أو انتهاكها بصورة منتظمة، كتهديد أو كأمر واقع، باستخدام القوة الجسدية من قبل فرد أو مجموعة تمتلك امتيازًا معترفًا به اجتماعيًا للقيام بمثل هذا الشيء»
جادل مين بأن المجتمعات البشرية التي مرّت بثلاث مراحل أساسية من التطور القانوني، انطلاقًا من كونها مجموعةً يرأسها أحد كبار السن، مرورًا بمراحل التنمية الإقليمية، وصولًا إلى ذروتها التي تجسدت في تشكيل نخبة من القوانين المعيارية للمجتمع، إذ يقول مين: «إن ما تطلبه الأوليغارشية القانونية الآن هو احتكار المعرفة القانونية، والملكية الحصرية للمبادئ التي يتم بموجبها حل النزاعات».
استُبدل لاحقًا هذا النهج التطوري آنف الذكر في سياق النقاشات الأنثروبولوجية نتيجة الحاجة إلى دراسة مظاهر الوظيفة الاجتماعية للقانون. يمتلك القانون وفقًا لهويبل أربع وظائف:
1) تحديد أسس السلوك المقبولة اجتماعيًا بهدف تضمينها في الحضارة. 2) تخصيص السلطة وإقرار هوية المخوّلين شرعيًا بتطبيق القوة. 3) تسوية الخلافات. 4) إعادة تعريف العلاقات تبعًا لتغير مفاهيم الحياة.
على أي حال، صرّح المُنظّر القانوني إتش. إل. إيه. هارت بأن القانون هو مجموعة من القواعد، وهو اتحاد بين مجموعتين من القواعد:
1. القواعد السلوكية («القواعد الأساسية»)[5]
2. قواعد حول تعريف قواعد السلوك وتغييرها وتطبيقها والفصل في ما بينها («القواعد الثانوية»)[5]

تنصّ النظرية الإنجليزية الحديثة على اعتبار القانون موضوعًا منفصلًا ومتخصصًا. وغالبًا ما يكون ذا طابع إيجابي، ويرتبط ارتباطًا وثيقًا مع مفاهيم وجود هيئة تضع القوانين، والقضاء، ووكالات التنفيذ. يُعد التنظيم المركزي للدولة وعزلتها أمران ضروريان لخصائص القواعد والمحاكم والعقوبات. لمعرفة المزيد حول وجهة النظر هذه، راجع هوبز. 1651 اللفياثان، الجزء 2، الفصل 26 أو الفقه القانوني لسالموند، جيه. 1902.
على أي حال، لا تنطبق وجهة النظر القانونية هذه على كل مكان. يمكن العثور على العديد من المجتمعات الخالية من الزعماء في جميع أنحاء العالم حيث تغيب آليات الحكم المذكورة أعلاه. لا توجد مجموعة تصوّرية ومعزولة من القواعد المعيارية -بل تتجسد هذه القواعد في الحياة اليومية. وفي حال وجود مجموعة منفصلة من القواعد القانونية، لا يتم التعامل معها كما هو الحال مع السلطة المطلقة والأفضلية التامة الموجودين في النظام القانوني الإنجليزي. يُعتبر كل من الشامان والقتال والوسائل الخارقة للطبيعة آليات لفرض القواعد داخل المجتمعات الأخرى. على سبيل المثال، يذكر راسموسن في عمل بعنوان عبر أمريكا القطبية (1927)، أغاني الإسكيمو النيثية التي استُخدمت كتوبيخ علني من خلال التعبير عن أفعال ارتكبها شخص مذنب.
وبالتالي، بدلًا من التركيز على مظاهر القانون الصريحة، ذهب علماء الأنثروبولوجيا القانونية إلى دراسة وظائف القانون وكيفية تجسيده. تنص إحدى وجهات النظر التي أعرب عنها ليوبولد بوسبيشيل وأوجزها برونسيلاف مالينوفسكي:
«في مثل هذه المجتمعات البدائية، أؤمن شخصيًا بضرورة تعريف القانون من خلال وظيفته وليس قالبه، وهذا ما يتعين علينا أن نراه في الإجراءات المتخذة، والحقائق الاجتماعية، والآليات الثقافية التي تعمل من أجل إنفاذ القانون»
وبالتالي، دُرس القانون بطرق يمكن تصنيفها على النحو التالي:
1) القواعد الإلزامية 2) التنظيمات الملحوظة 3) حالات النزاع.

## النموذج العملي: النظام والصراع
يُعتبر النظام والسلوك التنظيمي أمران مطلوبان في حال أردنا الحفاظ على الحياة الاجتماعية. تعتمد درجة هذا السلوك وأثره على القيم والمعتقدات التي يحملها مجتمع ما والتي تُشتق من المفاهيم الضمنية للمعايير التي تطورت عبر التنشئة الاجتماعية. توجد معايير مبنية اجتماعيًا بدرجات متفاوتة من الوضوح ومستويات متنوعة من التنظيم. قد لا يُفسّر الصراع على أنه حدث مرضي شديد ولكن كقوة تنظيمية فاعلة.
أصبح هذا الفهم العملي للنزاع والخلاف واضحًا وأُتبع بعدد من النظريات في الانضباط الأنثروبولوجي خلال النصف الأخير من القرن التاسع عشر كبوابة لقانون المجتمع ونظامه. اعتُرف بالنزاعات بصفتها أمرًا ضروريًا وبنّاءً أكثر من كونها حالةً مرضيةً، بينما لا تفسر قواعد القانون المذكورة سوى بعض جوانب الرقابة والامتثال. يقدم سياق النزاع وأوجه تفاعلاته معلومات أكثر فائدة عن حضارة ما متفوقًا على ما تقدمه قواعد هذا الحضارة وقوانينها.
تشمل الدراسات الكلاسيكية التي استمدت نظرياتها عن النظام من النزاعات عملًا لإيفانز-بريتشارد بعنوان الشعوذة، والوساطة الروحية والسحر عند الأزاندي والذي ركز فيه على الخلافات التنفيذية المحيطة بممارسات السحر والشعوذة، بالإضافة إلى عمل كوماروف وروبرتس (1981) عن شعب التسوانا الذي درس التسلسل الهرمي للنزاعات، وأنماط الاتصال وتأثير القواعد على مسار النزاع إذ يندر أن تكون القواعد المهمة للنزاع «منظمةً بشكل خاص لأغراض قانونية».
تشمل الأمثلة الأخرى ما يلي:
ليتش، 1954. النظم السياسية في المناطق المرتفعة من بورما. بارث، 1959. القيادة السياسية لدى البشتون في سوات.